# 游泳目
游泳目（學名：Mobilida）是生物分类学之下的一個纖毛蟲的目，屬於寡膜綱緣毛亞綱，可棲息於海水或淡水中。其物種營寄生或共生策略，合共超過280個物種。游泳目物種與廣泛範圍的水生物種寄生或共生。這些物種包括有：魚類、两栖动物、软体动物、刺胞動物、扁形动物，以至其他纖毛蟲，利用其反口盘（aboral disc）連結至其宿主。Some mobilid species are 病原体s of wild or farmed fish, causing severe and economically damaging diseases such as 车轮虫属.

## 分類
本目於1933年由Alfred Kahl所建立，與其姐妹群固着目（Sessilida）共同組成緣毛亞綱（Peritrichia）。
截至2020年8月16日，WoRMS紀錄本目由下列四個科組成：
- Family Leiotrochidae Johnston, 1938
- Family Polycyclidae Poljansky, 1951
- 车轮虫科 Trichodinidae Claus, 1951
- Family Urceolariidae Dujardin, 1840

部分文獻還包括第五個科Trichodinopsidae，只包括Trichodinopsis paradoxa Claparede & Lachmann, 1858這一個物種，但現時這個物種所屬的屬Trichodinopsis Claparde & Lachmann,1858被認為是Urceolaria Stein, 1854的主觀異名。因此，Trichodinopsidae這個科應當視作Urceolariidae的異名。

## 外部連結
- 維基物種上的相關：游泳目